# EA Sports FC 25
EA Sports FC 25は、EAバンクーバーとEAルーマニアが開発し、EAスポーツより2024年9月27日に世界同時発売されたサッカーゲームである。対応機種はNintendo Switch、PlayStation 4、PlayStation 5、Windows、Xbox One、Xbox Series X/S。

## 概要
EA Sports FCシリーズ2作目。EAとサッカーゲーム通算32作目。通常版のカバーには、イングランド代表でありレアル・マドリードに所属するジュード・ベリンガムが起用された。
Ultimate Editionのカバーにはベリンガムの他、ジャンルイジ・ブッフォン、デビッド・ベッカム、ジネディーヌ・ジダン、アイタナ・ボンマティが描かれている。

## ゲームモード

### Rush
前作までのVolta Footballに代わって今作から搭載される新たな試合形式であり、ほとんどのモードでプレーできる。7人制サッカーのキングス・リーグや本田圭佑が発起人の「4v4」など、昨今のトレンドを反映している。
小さなフィールドの5人制で前後半のない実時間7分間の対戦となるが、アタッキングサード内（ピッチのそれぞれ1/3に引かれた点線のうち、相手側の奥）でのオフサイド判定導入、直接フリーキックなし、キックオフとペナルティキックの方式変更、ブルーカードによる最大1分間の一時的退場（シンビン）など、よりサッカーに近く展開の早い専用ルールが用いられる。
役割・ポジションといった概念は存在しない。各プレイヤーは横並び陣形の状態でスタートし、プレー再開ごとの配置は直近のプレイヤーが位置していた場所に応じたものとなる。スローイン・コーナーキックはボールに近かった選手が行い、フリーキックやペナルティキックはファウルを受けた選手がキッカーとなる。スタミナ・負傷や選手交代もない。
ほとんどのモードでプレイすることができるが、オンラインモード（Ultimate Teamやクラブモード）では4人のプレイヤーでチームを組んでの多人数チーム対戦を行う（ゴールキーパーはAI操作）。それ以外のオフラインモード（キックオフ・監督キャリアなど）では、プレイヤー1人が従来のようにチーム全体を操作してRushの試合をプレイする。

### キャリアモード
選手キャリア・監督キャリアともに、今作からは女子リーグでのプレイが可能となる。また、選手・監督キャリア共通の要素として、一部のリーグでは2024-25シーズン中の任意の週からスタートできる「ライブスタートポイント」および、スタート時期の選択において現実のクラブに重要な出来事が起こった時期をピックアップする「スナップショット」が搭載。
これまでのニュース機能はゲーム内の「ソーシャルメディア」に移行され、サポーターからの賞賛やバッシングの他、注目される移籍の際はファブリツィオ・ロマーノが「Here we go!」を投稿したりと現実のSNSを彷彿とさせるものとなった。
監督キャリアでは、ユースアカデミーの選手に隔月開催のRush形式の大会で実戦経験を積ませて育成にブーストをかけることが可能。選手の士気がスイートスポット制になり、記者会見などで士気を特定の範囲よりも高めすぎると、逆に慢心によって能力に悪影響が生じる（適切な士気の範囲は選手によって異なる）など、前作までからのバランス調整も行われている。難易度調整の方法も幅広く、前作にも存在した試合中のプレイヤー・CPUそれぞれの各アクションを調整するシミュレーション設定のほか、補強禁止期間の設定やフロントの期待値を高めたり、逆に巨額のクラブ買収や、成績にかかわらず解任されない設定などをすることができる。プレイヤー監督は同一セーブデータ内で男子リーグ・女子リーグ間の移動をすることも可能。
選手キャリアでは、今作からデビッド・ベッカムなどのアイコン選手（引退したレジェンドプレイヤー）を主人公に選択し現代のチームで使用することが可能となる。オリジナル選手で開始する際は「サッカー選手一家からの新たな神童の出現」、「貧困家庭からの成り上がり」、「大怪我によって選手生命が危ぶまれた元トップ選手の復活」からストーリーを選択する「オリジン・ストーリー」が導入された。プリセットされている初期の年齢・能力レベル・性格などを自由に選択する「カスタムスタート」、従来のようにすべてのパラメータを自力で構築していく「新しい始まり」も選択できる。

## FC IQ
Rushを除く各ゲームモード共通で採用される、今作の新たなチーム戦術システム。現代的なチーム戦術と改良されたチームメイトAIを搭載し、プレイヤーが有名監督の戦術を模倣したり、流動的にフォーメーションを変更させるなどで、より効果的にチームの戦略に影響を与えられるように再設計された。
各選手にはポジション毎にいくつか用意されたプレイヤーロールが割り当てられ、それによって、チームがボールを持っているとき・持っていないときそれぞれの細かなポジションや自律行動を変化させることができる。なお、選手それぞれには適正ポジションに加え、得意なプレイヤーロールが存在する（＋、＋＋の2段階で示され、後者は基本的には一部の選手のみ持つ。また同名のプレイヤーロールでもポジション毎に区別される）。
監督キャリアモードにおいては、このプレイヤーロールの習熟度は育成プランや配属されたコーチによって強化することができ、得意プレイヤーロールをスカウトの検索条件に加えることも可能になった。
作成した戦術は約11文字程度のハッシュコードが自動生成され、これを共有することでユーザーや機種をまたぎ、容易にその戦術をインポートすることができる。また、Ultimate Teamモードでは監督アイテム毎に、プリセット戦術が割り当てられている。
試合中に方向パッドを押すことで行う戦術変更の機能についてもこれに応じた大幅な改修が行われている。
なお、バランス調整の一環として、CF（セカンドストライカー）がCAMに、ウィングバックのうちLWB/RWBがLB/RBに統合されており、統合前のポジションを含むフォーメーションは調整ないし削除されている。

## ライセンス
特記ない場合はフルライセンスでの収録。太字はキャリアモードにおいて「ライブスタートポイント」および「スナップショット」に対応しているリーグ。

### 男子
- プレミアリーグ
  - 放送パッケージあり。
- Sky bet チャンピオンシップ
- Sky bet リーグ1
- Sky bet リーグ2
- セリエA Enilive
  - インテル、ACミラン、SSラツィオ、アタランタBCが偽名で収録[注 2]。
- セリエBKT
- ブンデスリーガ
  - 放送パッケージあり。
- 2. ブンデスリーガ
  - 放送パッケージあり。
- 3. リーガ
- ラ・リーガ EA SPORTS
  - 放送パッケージあり。
- ラ・リーガ HYPERMOTION
- リーグ・アン McDonald's
- リーグ・ドゥ BKT
- リーガ・ポルトガル Betclic
- ジュピラーリーグ
  - 1Aプロリーグという名前で収録。
- エールディヴィジ
- リーガ1
  - スーペルリーガという名前で収録。
- トレンディオール・シュペル・リグ
  - トレンドヨルシュペルリガという名前で収録。
- エクストラクラサ
  - PKO BP エクストラクラサという名前で収録。
- アドミラル・ブンデスリーガ
  - Ö・ブンデスリーガという名前で収録。
- クレジット・スイス・スーパーリーグ
  - CSSLと略称で収録。
- 3Fスーペルリーガ
- アルスヴェンスカン
  - スウェーデン・リーグという名前で収録。
- エリテセリエン
- chichプレミアシップ
  - スコティッシュ・プレミアという名前で収録。
- SSEエアトリシティ・リーグ
  - SSEエアトリシティPDという名前で収録。
- メジャリーグサッカー
  - 放送パッケージあり。
- トルネオ Socios.com
  - LPF（Liga Profesional de Fútbol）という名前で収録。
- Kリーグ1
- 中国超級リーグ
  - CSLと略称で収録。
- ヒーロー・インディアン・スーパーリーグ
  - ISLと略称で収録。
- ROSHNサウジ・リーグ
- いすゞUTE・Aリーグ
  - A・リーグという名前で収録。

### 女子
- バークレイズ・スーパーリーグ
  - 放送パッケージあり。
- リーガF
- アルケマ・プレミアリーグ
- Google Pixel フラウエン・ブンデスリーガ
  - 放送パッケージあり。
- ナショナル・ウィメンズ・サッカーリーグ
  - 放送パッケージあり。

## 大会
UEFA主催大会は放送パッケージあり。

### 男子
- UEFAチャンピオンズリーグ
- UEFAヨーロッパリーグ
- UEFAカンファレンスリーグ
- UEFAスーパーカップ
- CONMEBOLリベルタドーレス
- CONMEBOLスダメカリーナ
- CONMEBOLレコパ

### 女子
- UEFA女子チャンピオンズリーグ

## スタジアム
120以上のスタジアムを実名で収録。